# Habitat participatif en France
En France, l'habitat participatif (appelé aussi habitat groupé) s'est développé au XXe siècle. C'est une démarche citoyenne où des personnes se regroupent pour concevoir ensemble leur logement et des espaces mutualisés.
En 2014 la loi ALUR a modifié le Code de la construction et de l'habitation pour permettre tout en l'encadrant la création de société d'habitat participatif, de coopérative d'habitants et de société d’autopromotion (promotion immobilière autogérée par les habitants). 

## Définitions et pluralité de vocables
La loi ALUR définit l'habitat participatif comme « une démarche citoyenne qui permet à des personnes physiques de s'associer, le cas échéant avec des personnes morales, afin de participer à la définition et à la conception de leurs logements et des espaces destinés à un usage commun, de construire ou d'acquérir un ou plusieurs immeubles destinés à leur habitation et, le cas échéant, d'assurer la gestion ultérieure des immeubles construits ou acquis. « En partenariat avec les différents acteurs agissant en faveur de l'amélioration et de la réhabilitation du parc de logements existant public ou privé et dans le respect des politiques menées aux niveaux national et local, l'habitat participatif favorise la construction et la mise à disposition de logements, ainsi que la mise en valeur d'espaces collectifs dans une logique de partage et de solidarité entre habitants ». Ce chapitre de la loi s'inscrit dans une volonté plus large de « favoriser l'accès de tous à un logement digne et abordable ». 
Selon l'étude d'impact de la loi ALUR, cette « troisième voie pour le logement » désigne tout « regroupement de ménages mutualisant leurs ressources pour concevoir, réaliser et financer ensemble leur logement, au sein d’un bâtiment collectif », avec selon les cas des valeurs essentielles de non-spéculation, de solidarité, de mixité sociale, d'habitat sain et écologique. Les logements participatifs sont intéressants également car ils permettent aux personnes âgées de vivre dans un espace familial, ouvert et vivant.Un détail qui compte à cet effet : la présence de salles communes. La mutualisation d’espaces, de services et de ressources permettant de réduire les coûts et d'autres formes d'être ensemble. Il s'agit aussi d'une réappropriation de la conception et gestion du lieu et des conditions de vie. Le lien social et la responsabilité sont mis en avant dans une fabrication plus participative et moins consommatrice de la ville. Selon l'étude d'impact, l’autopromotion de logements et les coopératives d’habitants sont encore très émergentes en France, mais reçoivent un soutien croissant des collectivités locales et des organismes de logement social.
En France d'autres termes sont couramment employés :
- habitat participatif (ex : dans la loi ALUR en France)
- habitat groupé
- habitat coopératif
- habitat en autopromotion (ex : dans la loi ALUR en France)
- une combinaison de termes - par exemple « écohabitat groupé participatif »

Le terme « cohabitat » correspond au terme anglais de cohousing.

## Développement en France
Des expériences d'habitat collectif autogéré et/ou autoconstruit ont sans doute existé de tout temps. On doit citer les Castors (mouvement coopératif) après la Libération. Les militants de la copropriété coopérative, qui ont obtenu l'adoption de l'article 14 alinéa 2 de la loi no 65-557 du 10 juillet 1965, doivent aussi être évoqués. Cette solution de la gestion de forme coopérative en copropriété, existant donc depuis 1965, est importante, d'autant que cette possibilité légale est aujourd'hui utilisée par des groupes se réclamant de l'habitat participatif. Néanmoins, l'habitat collectif autogéré est surtout une notion qui a connu un succès important avec le mouvement hippie et après mai 1968 notamment, durant les années 1970, mais les dispositions légales permettant la création ou l'existence de coopératives d'habitants ont été abrogées. Des expérimentations ont néanmoins continué à naître en France, dont avec l’association Habicoop qui promeut et accompagne les coopératives d'habitants (en coopératives locatives d’habitation et en coopératives d’habitants par capitalisation). En 2013, Cécile Duflot, ministre de l'égalité des territoires et du logement dépose à l'Assemblée nationale un avant-projet de loi (projet no 1179) dit ALUR pour notamment encadrer les « logements participatifs ». Ce texte (dit loi ALUR) est discuté, amendé puis voté en 2014 ; il contient un chapitre VI (intitulé « Créer de nouvelles formes d'accès au logement par l'habitat participatif »). 
Pour leur très grande majorité, les groupes d'habitat participatif dont les immeubles sont déjà construits fonctionnent sur la base de formes juridiques ne relevant pas de la loi ALUR (copropriété, sociétés civiles immobilières d'attribution, sociétés civiles coopératives de construction, sociétés commerciales). Cette observation vaut même pour des groupes emblématiques mis en avant par les militants de l'habitat participatif (MasCobado à Montpellier, Habitat différent à Angers). Cela tient à la qualité rédactionnelle très contestée de cette loi ALUR, résultant d'une préparation sans maîtrise des textes antérieurs ni véritable consultation des universitaires ou des professionnels du droit et de l'immobilier.

## Habitat participatif dans la loi ALUR
La loi ALUR :
- a modifié le code de la construction et de l'habitation[10] en précisant que les sociétés d'habitat participatif peuvent se constituer sous deux formes :

1. la coopérative d'habitants
2. la société d'attribution et d'autopromotion (définie aux chapitres Ier et II du même titre de la loi AGUR)[11] et désormais régies par le chapitre II du Code de la construction et de l'habitation[12]. 
S'il y a création d'une coopérative d'habitants ou d'une société d'attribution et d'autopromotion, les éventuelles personnes morales qui y adhèrent ne doivent pas détenir plus de 30 % du capital social ou des droits de vote[13].

- permet à un organisme HLM ou certaines sociétés d'économie mixte[14] ou à certains organismes agréés[15] de dérogatoirement (par rapport aux articles L. 201-2 et L. 202-2 du code de la construction et de l'habitation) avoir un droit de jouissance sur un ou plusieurs logements ; ce nombre est fixé à proportion de sa participation dans le capital de la société[16].

- permet aux associés de ces sociétés (si elles sont constituées sous la forme de société civile) de ne répondre des dettes sociales à l'égard des tiers qu'à concurrence de leurs apports[17].

- Enfin, la décision régulièrement prise par toute société, quelle qu'en soit la forme, de modifier ses statuts pour les adapter au présent titre n'entraîne pas la création d'une personne morale nouvelle[18].

### Société d'habitat participatif
- Elle a un objet limité à des « opérations de construction ou de gestion comprises dans un même programme, comportant une ou plusieurs tranches, d'un même ensemble immobilier » (Art. L. 200-7. du Code de la  construction et de l'habitation).
- Elle peut développer des activités et offrir des services à ses associés et, à titre accessoire, à des tiers non associés, selon des conditions fixées par décret en Conseil d'État (opérations faisant l'objet d'une comptabilité séparée[19].
- Elle doit préalablement au commencement de tous travaux de construction d'un immeuble, via son assemblée générale en « approuver les conditions techniques et financières d'exécution et fixer les bases selon lesquelles les différents éléments composant le prix de revient global sont répartis entre les locaux à édifier, afin de déterminer le prix de chacun d'eux » et  justifier d'« une garantie permettant de disposer des fonds nécessaires à l'achèvement de l'immeuble » (la nature et les modalités de cette garantie seront définies par décret en Conseil d'État (Art. L. 200-9 du code de la  construction et de l'habitation)
- Elle doit adopter une charte (via son assemblée générale des associés) fixant les règles de fonctionnement de l'immeuble, dont des lieux de vie collective cités au 4° de l'article L. 201-2 et au 3° de l'article L. 202-2[20]. Cette charte annexée au contrat de bail sera signée par tout locataires n'ayant pas la qualité d'associé avant son « entrée dans les lieux ». 
Chaque futur locataire à qui est proposé l'attribution d'un logement locatif social relevant d'une société d'habitat participatif doit recevoir la copie des statuts de la société et tout document que celle-ci a souhaité annexer à ces statuts, portant sur la participation des futurs habitants et sociétaires à la vie de la société d'habitat participatif. « Le refus ou le défaut d'attestation de transmission de ce document vaut refus par le futur locataire de la proposition d'attribution du logement. Les conditions particulières du bail signé ultérieurement par le locataire sont annexées aux documents susmentionnés »[21].

### Société coopérative d'habitants
- Elle est créée par des particuliers qui ont décidé de se regrouper pour gérer « ensemble et de manière démocratique les logements qu’ils occupent dans un même immeuble ou sur un même terrain » (ces logements peuvent avoir été créés par une société d'autopromotion). C'est un modèle coopératif et collaboratif devenu assez courant en Norvège (avec 15 % du parc immobilier en Norvège soit 650 000 habitants et 40 % des logements à Oslo)[2], en Suisse (130 000 logements, soit 5 % du parc immobilier)[2] ou encore au Québec[2].
- Juridiquement, c'est une « sociétés à capital variable régies, sous réserve des dispositions du présent chapitre, par le chapitre Ier du titre III du livre II du code de commerce et par les titres Ier, II, II ter, III et IV de la loi n° 47-1775 du 10 septembre 1947 portant statut de la coopération. Elles peuvent être valablement constituées sous les différentes formes prévues par la loi »[22].
- Elle a pour  objet[23] de « fournir à leurs associés personnes physiques la jouissance d'un logement à titre de résidence principale et de contribuer au développement de leur vie collective dans les conditions prévues au présent article ».

Pour cela elle peut :
1. Acquérir un ou plusieurs terrains ou des droits réels permettant de construire ;
2. Construire ou acquérir des immeubles à usage principal d'habitation destinés à leurs associés ;
3. Attribuer la jouissance de ces logements à leurs associés personnes physiques au moyen du contrat coopératif [24] ;
4. Gérer, entretenir et améliorer leurs immeubles ;
5. Entretenir et animer des lieux de vie collective ;
6. Offrir des services à leurs associés et, à titre accessoire, à des tiers non associés.

« Un décret en Conseil d'État proposera des dérogations à l'obligation d'établir sa résidence principale dans l'immeuble de la société coopérative régie par l'article L. 201-1.
- Elle peut (via ses statuts et à certaines conditions[25]) ouvrir des services[26] à des tiers non associés (avec alors une comptabilité séparée et un chiffre d'affaires  n'excédant pas un pourcentage du capital social ou du chiffre d'affaires de la société (qui sera précisé par décret en Conseil d'État).

- Elle peut interdire via ses statuts que ses parts sociales soient cédées ou remboursées avant l'attribution en jouissance des logements (sauf dérogation qui seront prévues par décret (Art. L. 201-4)[27]. Cet article permet à la société de stabiliser ses ressources financières durant le temps de la construction ou appropriation de l'immeuble[28].

- Elle doit en cas de cession des parts sociales des sociétés coopératives, leur fixer un prix ne dépassant pas le montant nominal de ces parts sociales « augmenté d'une majoration qui, dans la limite d'un plafond prévu par les statuts, tient compte de l'indice de référence des loyers »[29] (sous peine de nullité de la vente) ; 
« Un associé coopérateur peut se retirer de la société après autorisation de l'assemblée générale des associés.  Toutefois, si l'associé cédant ses parts ou se retirant présente un nouvel associé, cette autorisation ne peut être refusée que pour un motif sérieux et légitime. L'assemblée générale n'est pas tenue d'accepter comme associé la personne proposée par l'associé cédant ses parts ou se retirant et peut accepter le retrait ou la cession en agréant une autre personne, sans avoir à motiver sa décision. En cas de refus injustifié, le retrait ou la cession peut être autorisé par le juge, saisi dans le délai d'un mois à compter de la notification du refus ». 
En cas de retrait, Le prix maximal de remboursement des parts sociales des sociétés coopératives est limité au montant nominal de ces parts sociales, augmenté d'une majoration dont le plafond est prévu dans les statuts (plafond n'excédant pas l'évolution de l'indice de référence des loyers, et montant n’excédant pas le prix maximal de cession des parts sociales défini par la loi ALUR. 
L'exclusion d'un associé, par l'assemblée générale exige « un motif sérieux et légitime » et « Le prix maximal de remboursement des parts sociales de l'associé exclu est limité au montant nominal de ces parts sociales, augmenté d'une majoration qui, dans la limite d'un plafond prévu par les statuts, correspond à l'évolution de l'indice de référence des loyers. L'associé exclu dispose d'un recours devant le juge, saisi dans le délai d'un mois à compter du jour où il a reçu notification de cette décision ». 
Un associé démissionnaire, exclu ou cédant ses parts sociales ne supporte pas la quote-part des pertes afférentes aux amortissements de l'ensemble immobilier. et « Les sommes versées par l'associé démissionnaire ou l'associé exclu au titre de la libération de ses parts sociales sont remboursées à cet associé, après déduction des charges et frais occasionnés à la société par la démission ou l'exclusion de l'associé. L'appréciation du montant de ces charges et frais peut faire l'objet d'une évaluation forfaitaire faite par les statuts dans les limites fixées par décret en Conseil d'État ».
- Elle fait des « provisions pour gros travaux d'entretien et de réparation, pour vacance des logements et pour impayés de la redevance »(un décret en Conseil d'État en précisera les conditions)[30].
- Elle fait participer chaque associé aux charges de services collectifs et d'équipement commun selon un règlement adopté en assemblée générale des associés avant toute entrée dans les lieux, et selon des modalités de répartition de ces charges prévues entre les associés (règlement annexé au contrat coopératif)[31].
- Elle conclut un contrat coopératif  entre la société coopérative d'habitants et chaque associé coopérateur (avant l'entrée en jouissance du logement), qui confère à l'associé un droit de jouissance sur un logement, en rappelant notamment 1° La désignation et la description du logement et des espaces à usage commun (des associés coopérateurs) ; 2° Les modalités d'utilisation des espaces communs ; 3° La date d'entrée en jouissance ; 4° L'absence de maintien de plein droit dans les lieux prévue à l'article L. 201-9 ; 5° Une estimation du montant de la quote-part des charges mentionnées à l'article L. 201-7 que l'associé coopérateur doit acquitter pour la première année d'exécution du contrat ; 6° Le montant de la redevance que l'associé doit payer, sa périodicité et, le cas échéant, ses modalités de révision, en précisant a) La valeur de la partie de la redevance correspondant à la jouissance du logement, appelée fraction locative ; et b) La valeur de la partie de la redevance correspondant à l'acquisition de parts sociales, appelée fraction acquisitive. Si ce contrat est signé avant l'entrée en jouissance « aucun versement ne peut être exigé au titre de la redevance dès lors que la jouissance n'est pas effective »
- Elle accorde deux ans de délais pour signer un contrat coopératif en cas de décès d'un associé coopérateur, à ses héritiers ou légataires[32], mais toute perte du statut d'associé coopérateur entraîne la cessation du contrat coopératif et la perte du droit de jouissance.
- Elle fait procéder périodiquement à une « révision coopérative » (examen de sa situation technique et financière et de sa gestion, dans des conditions fixées par décret en Conseil d'État[33]) et en cas de dissolution, verse (par décision de l'assemblée générale) l'actif net subsistant (après extinction du passif et remboursement du capital effectivement versé sous réserve de l'application des articles 16 et 18 de la même loi)  à d'autres coopératives d'habitants ou à une union les fédérant ou à tout organisme d'intérêt général destiné à aider à leur financement initial ou à garantir l'achèvement de la production de logement[34].
- Elle permet que des parts sociales en industrie (« apport travail », dont le nombre minimal d'heures et les conditions seront définies par décret en Conseil d'État) soient souscrites par les coopérateurs lors de la phase de construction ou de rénovation du projet immobilier ou lors du bâti, « sous réserve notamment d'un encadrement technique adapté et d'un nombre d'heures minimal » (fixé en assemblée générale par vote unanime des coopérateurs). Ces parts doivent être intégralement libérées avant la fin desdits travaux et sont plafonnées au montant de l'apport initial demandé aux coopérateurs. Ces parts, cessibles ou remboursables après 2 ans et à certaines conditions concourent à la formation du capital social.

### Société d'attribution et d'autopromotion
L'autopromotion consiste pour des particuliers à se regrouper pour « concevoir, de financer et de réaliser ensemble un projet immobilier, conçu pour répondre à leurs besoins en matière de logement, à leurs attentes sociales, ainsi qu’à leurs possibilités de financement. Ce concept est assez développé dans le nord de l’Europe et notamment en Allemagne. Une fois les logements construits et livrés, l’autopromotion peut aboutir à une copropriété classique, à une société d’attribution, ou prendre la forme d’une coopérative d’habitants ».
- La société d'attribution et d'autopromotion est une société à capital variable régie, sous certaines réserves par le code de commerce. Elle peut prendre diverses formes légales[35]. Elle donne à des « associés personnes physiques » la propriété ou la jouissance d'un logement (en résidence principale) et entretient et anime les lieux de vie collective qui y sont attachés, par :

1. acquisition d'un ou plusieurs terrains ou des droits réels permettant de construire ;
2. acquisition ou construction d'immeubles à usage d'habitation en vue de leur division par fractions destinées à être attribuées aux associés en propriété ou en jouissance à titre de résidence principale ;
3. gestion, entretien et amélioration d'immeubles leur appartenant ainsi que les lieux de vie collective qu'ils comportent ;
4. Offre de services aux associés et accessoirement à des tiers (selon les conditions fixées par décret en Conseil d'État et avec une comptabilité séparée) à condition d'avoir un chiffre d'affaires inférieur à un pourcentage du capital social ou du chiffre d'affaires de la société (également déterminé par décret en Conseil d'État). 
Les statuts optent dès leur création pour l'attribution des logements en jouissance ou en propriété, avec obligation d'établir sa résidence principale dans l'immeuble de la société, sauf dérogations dont les conditions seront précisées par décret[36]. Un « état descriptif de division » est fait, qui distingue les parties communes et privatives en fixant, dans le respect de la loi no 65-557 du 10 juillet 1965  le statut de la copropriété des immeubles bâtis, et un règlement conforme à cette loi, annexé aux statuts de la société. 
En cas d'attribution en jouissance, un « règlement en jouissance » (à annexer aux statuts) précise aussi les parties communes et privées et leurs destinations et, s'il y a lieu, celle des parties communes affectées à l'usage de tous les associés ou de plusieurs d'entre eux. L'état descriptif de division, les règlements et  dispositions corrélatives des statuts doivent être « adoptés avant tout commencement des travaux de construction ». 
Les associés doivent répondre aux appels de fonds nécessités par la construction de l'immeuble, en proportion de leurs droits dans le capital[37].  Les droits sociaux d'un associé défaillant peuvent, (un mois après une sommation de payer restée sans effet) être mis en vente publique[38]. Les associés ont des droits, des devoirs et des pouvoirs de vote précisés par la loi ou par décret en Conseil d'État ; ils sont tenus de participer aux charges (services collectifs et les éléments d'équipement communs)[39]  L'assemblée générale adopte une charte fixant les règles de fonctionnement de l'immeuble et des lieux de vie collective à faire signer par les nouveaux locataires avant leur arrivée et à annexer à leur contrat de bail.

## Réseaux français de promotion de l'habitat participatif

### Collectivités
Les projets d'habitat participatif sont de plus en plus soutenus par les collectivités territoriales. 
Ces dernières y trouvent plusieurs avantages :
- une accession à la propriété facilitée pour de nombreux jeunes ménages ;
- le développement d'immeubles et quartiers à grande qualité de vie, ou la restauration d'habitat anciens (loft, friches industrielles) souvent sans contribuer à l’étalement urbain ; Ces habitants organisent en outre souvent leur vie pour être moins dépendant de l'automobile et ont donc moins de besoins en infrastructures routières. Ils produisent moins de déchets et compostent volontiers leurs déchets organiques. Ils coûtent donc moins cher aux collectivités qui les accueillent ;
- le développement d'initiatives collectives d’habitants, qui s’impliquent durablement dans la vie sociale du quartier et l'écocitoyenneté, contribuant au dynamisme et parfois à l'attractivité de la ville ;
- un habitat semi-partagé favorisant la mixité et les liens de solidarité et les échanges intergénérationnels, voire les échanges villes-campagne (quand des liens se tissent avec une AMAP proche par exemple) ;
- un frein à la spéculation et à l'inflation foncière et immobilière ; l'habitat participatif peut modérer les prix de marché, et certaines collectivités offrent parfois le terrain aux habitants pour construire ou créer des jardins partagés

En France, le nombre de collectivités territoriales qui se montrent intéressées et qui soutiennent ces projets ne cesse d'augmenter, avec la création en 2010 du réseau national des collectivités pour l'habitat participatif (RNCHP) qui réunit les collectivités (communes, intercommunalités, régions…) souhaitant mutualiser leurs expériences en la matière.  Bordeaux, Grenoble, Montreuil, Lille, Rennes, Strasbourg Toulouse, Villeurbanne et les conseils régionaux d'Île-de-France et de Rhône-Alpes semblent avoir été pionniers dans le soutien à de tels projets et cherchent à les encourager via des appels à projet ou le soutien à la recherche et à l'innovation sociale.

### Représentation des gestionnaires non professionnels
Après la phase de la construction, la copropriété est la forme largement majoritaire d'organisation des immeubles relevant de l'habitat participatif.
Les près de 36 000 syndics bénévoles ou coopératifs en copropriété qui gèrent des immeubles immatriculés comprenant environ 300 000 logements sont représentés par des structures agréées, représentatives ou dont les connaissances en gestion immobilière sont reconnues par les pouvoirs publics (Association des responsables de copropriété dite ARC, Consommation Logement Cadre de vie dite CLCV, Confédération nationale du logement dite CNL, Confédération générale du logement dite CGL, AFOC, Confédération syndicale des familles dite CSF). ARC, CLCV, CNL, CGL, CSF et AFOC sont représentées au sein du CNTGI (conseil National de la Transaction et de la Gestion Immobilière).
Certains sont surpris du développement de réseaux modestes prétendant représenter à eux-seuls l'habitat participatif alors qu'ils se développent en dehors des structures représentatives anciennes et sans références aux réussites de celles-ci. Des conquêtes des structures représentatives sont pourtant allègrement réutilisées par les groupes d'habitants, comme la forme coopérative en copropriété, notamment. Aussi, des spécialistes du droit immobilier redoutent soit de la disruption visant à remplacer subrepticement et sans garanties les acteurs anciens reconnus et les professionnels établis, soit une forme de repli identitaire sous l'égide d'élites cultivées.

### Habitat Participatif France
Nom d'une association sans but lucratif qui a pour but de contribuer au développement de l'habitat participatif et d'animer le réseau en travaillant avec des groupes, des associations représentatives et reconnues ou agrées par les pouvoirs publics, des institutions. 
Sur son site web « Habitat Participatif France », la « coordinaction  » répertorie les projets d'habitats participatifs sur une carte qui présente environ 900 habitats et projets . Elle est à l'origine du texte de la loi ALUR à la suite de son livre blanc de 2011.

### Organismes de logement social
Les organismes HLM sont également constitués en réseau.

## Événements
L'association Habitat Participatif France organise, avec les associations membres et ses partenaires, plusieurs types d’évènements nationaux pour faire connaître l’Habitat Participatif et favoriser les relations entre les différentes composantes du mouvement. Les Rencontres Nationales de l'Habitat Participatif se tiennent tous les deux ans et réunissent durant trois jours jusqu’à 1000 participants pour des ateliers d’échanges d’expériences et de formation. Les Journées Portes Ouvertes, organisées tous les ans, pour faire connaître l’Habitat Participatif au grand public proposent des visites de lieux existants ou en chantiers et des manifestations pendant tout le mois de mai.

#### Ouvrages
- Marie-Hélène Bacqué et Claire Carriou, « Participations et politiques du logement, un débat qui traverse le vingtième siècle », in Marie-Hélène Bacqué et Yves Sintomer, La démocratie participative : histoire et généalogies, Paris, La découverte, 2018 (2011), 288 p.
- Marie-Hélène Bacqué et Stéphanie Vermeersch, Changer la vie ? Les classes moyennes et l'héritage de mai 68, Ivry-sur-Seine, L'atelier, 2007, 175 p., (ISBN 978-2-7082-3960-9).
- Diana Leafe Christian, Vivre autrement. Écovillages, communautés et cohabitats, Sylvie Fortier (trad.), Montréal, Écosociété, 2015 (2003), 445 p., (ISBN 2-923165-24-1).
- Yves Connan, L'habitat groupé participatif, Rennes, Ouest-France, 2012, 143 p.
- Pascale d'Erm, Vivre ensemble autrement : Écovillages, écoquartiers, habitats groupés, Paris, Ulmer, 2009, 143 p.
- Camille Devaux, L'habitat participatif. De l'initiative habitante à l'action publique, Rennes, Presses universitaires de Rennes, 2015, 394 p.,  (ISBN 978-2-7535-3965-5).
- Pascal Greboval, Vivre en habitat participatif, Paris, Alternatives, 2013, 192 p., (ISBN 978-286227-706-6).
- Christian Lagrange, Habitat groupé : Écologie, participation, convivialité, Mens, Terre vivante, 2008, 144 p.
- Matthieu Lietaert (éd.), Le Cohabitat : Reconstruisons des villages en ville, Mons, Couleur livres, 2012, 154 p., (ISBN 978-2-87003-574-0). Avec le DVD : Vivre en cohabitat.
- Marthe Marandola, Cohabiter pour vivre mieux, Paris, Jean-Claude Lattès, 2009, 233 p., (ISBN 978-2-7096-3079-5).
- Kathryn McCamant et al., Cohousing : A Contemporary Approach to Housing Ourselves, Berkeley, Ten Speed Press, 1994 (1988), 288 p.
- Thierry Poulichot, Habitat participatif. Les divers statuts possibles, Héricy, Puits fleuri, 2018, 280 p., (ISBN 978-2-86739-627-4).

#### Articles parus dans des revues juridiques de référence
- Vivien Zalewski-Sicard, « Les apports du dispositif « Duflot » au droit de la construction », Droit et patrimoine, n° 237, mai 2014, pp. 60 à 66.
- Thierry Poulichot, « Les alternatives à la copropriété », Informations rapides de la copropriété, n° 604, décembre 2014, pp. 36 à 40.
- Agnès Lebatteux-Simon, « Les alternatives à la copropriété », Loyers et copropriété, janvier 2015, pp. 7 à 16.
- Anne Muzard et Thierry Vaillant, « L'habitat participatif », Revue des loyers, n° 967, mai 2016, pp. 223 à 225.
- Thierry Poulichot, « Habitat participatif et propriété individuelle », Annales des loyers, septembre 2016, pp. 117 à 126.
- Thierry Poulichot, « La révision des coopératives d'habitants », Annales des loyers, octobre 2016, pp. 155 à 160.
- Thierry Poulichot, « Garantie d'achèvement et habitat participatif », Annales des loyers, octobre 2017, pp. 120 à 127.
- Raphaël Léonetti et Juliette Marion, « L'habitat participatif : entre avancées juridiques et difficultés pratiques », Administrer, no 515, décembre 2017, pp. 16 à 19.
- Thierry Poulichot, « Habitat participatif : destination et état descriptif de division », Annales des loyers, mai 2018, pp. 134 à 145.

#### Émissions de télévision
- [vidéo][Production de télévision] « Vivre aux Jardies », Gérard Follin (réalisateur), Marianne Gosset et Martine Lefèvre (productrices), dans Bande à part sur Antenne 2, 1977, 30 min (consulté le 7 janvier 2024)

#### Thèses, actes, articles et rapports
- Association éco habitat groupé, Actes du neuvième forum de l’habitat groupé du 15 novembre 2009 : De l’habitat groupé à l’écoquartier, 2009.
- Association écoquartier, Vivons ensemble ! De la charte à la gouvernance de quartier : outil d'aide à l'élaboration et à la mise en œuvre d'une charte d'(éco)quartier, Lausanne, Association écoquartier, 2015, 40 p.
- Association éco-quartier Strasbourg, Le livre blanc de l'habitat participatif, Strasbourg, Association éco-quartier Strasbourg, 2011, 69 p.
- Marion Carrel, « Faire participer les habitants ? La politique de la ville à l’épreuve du public », Annuaire des collectivités locales, 26, 2006, p. 649-656.
- Christine Champagne, Développement écovillageois et renouvellement de l'habiter rural : le cas de Saint-Camille au Québec, mémoire de master, Montréal, Université du Québec à Montréal, 2008, 218 p.
- Camille Devaux, Concevoir le logement « autrement » : l'exemple des coopératives d'habitants, mémoire de master, Paris, Institut d’urbanisme de Paris, 2009.
- Habiter autrement, « Co-Housing, Co-habitat - Danemark, Suède. Entre communauté et bon voisinage intelligent, les considérations écologiques donnent un nouveau souffle à ce concept », Habiter autrement [site internet], 26.01.2015.
- Annalisa Iorio, « Espace pensé, espace rêvé : La relation à l'espace dans les projets émergents de cohabitat », Journal des anthropologues, 134-135, 2013, p. 129-152.
- Annalisa Iorio, « Habitat et participation. Une approche anthropologique de projets d’habitat alternatif dans les contextes italien et français », communication à la deuxième journée doctorale sur la participation du public et la démocratie participative, Paris, École des hautes études en sciences sociales, 2011, 17 p.
- Les ateliers de la citoyenneté, Habitat et âges de la vie, L’habitat groupé, d’une aspiration personnelle à une politique publique ?, Grenoble, Les ateliers de la citoyenneté, 2007, 12 p.
- Les habiles, Rencontre habitat groupé du 17 mai 2008 : Les montages financiers et juridiques pour des « projets simples », 2008.
- Lucie Le Jeune, Habiter autrement, du squat à la coopérative d’habitants : Entre innovation et transformation sociale, mémoire de séminaire Économie sociale et développement, Grenoble, Université Pierre Mendès France, 2009, 151 p.
- Matthieu Lietaert, « Vivre en cohabitat, reconstruire des villages en ville », La revue nouvelle, 2, 2008, p. 54-61.